# Старокастилско плато
Старокастилското плато е плато в Северна Испания и Северна Португалия, заемащо северната половина на обширното плато Месета.
Простира се между Кастилските планини (Централна Кордилера) на юг, планинските вериги на Кантабрийски планини на север и ИБерийските планини на изток, а на запад постепенно се понижава към Атлантическия океан. Преобладаващите височини са около 800 m, а по периферията до 1000 – 1200 m. Платото е изградено основно от пясъчници, конгломерати, варовици и мергели. Силно е разчленено от дълбоко всечени до 100 – 120 m речни долини от басейна на река Дуеро. На запад, на португалска територия се издигат островни средновисоки масиви Сиера ди Маран (1415 m), Сиера ди Борниш (1201 m), Сиера ди Ногейра (1319 m), Сиери ди Карамулу и др. Платото е покрито с ксерофитни храстови формации и степи, като тук-таме са запазени малки горички от бор и дъб. Голяма част от него представляват обработваеми земеделски земи заети от насаждения от пшеница, царевица, лозя и овощни градини. На платото са разположени големите испонски градове Валядолид и Саламанка.